# (8551) Daitarabochi
(8551) Daitarabochi est un astéroïde de la ceinture principale et plus spécifiquement du groupe de Hilda.

## Description
(8551) Daitarabochi est un astéroïde du groupe de Hilda. Il présente une orbite caractérisée par un demi-grand axe de 3,99 UA, une excentricité de 0,15 et une inclinaison de 14,2° par rapport à l'écliptique.

## Compléments